# Luis Javier Garrido
Luis Javier Garrido Platas (Ciudad de México, 9 de noviembre de 1941 - 1 de febrero de 2012), citado como Luis Javier Garrido, y conocido como el Antipristo por sus críticas en contra del Partido Revolucionario Institucional (PRI), fue un escritor, profesor e investigador universitario y analista político mexicano que colaboró semanalmente en el periódico mexicano La Jornada. Fue doctor en ciencia política y un crítico constante de los gobiernos mexicanos usando argumentos no de ciencia política, sino de lo que él consideraba era "el interés público" y las "bases sociales". Así lo mostró en sus libros, artículos y conferencias en México y otros países.

## Biografía
Fue hijo de Luis Garrido Díaz, exrector de la Universidad Nacional Autónoma de México (UNAM) durante dos períodos, el primero de 1948 a 1952 y el segundo de 1952 a 1953.
Javier Garrido ingresó a la Escuela Nacional Preparatoria, en el año de 1958, y luego a la Facultad de Derecho de la Universidad Nacional Autónoma de México, tres años después. Inició su trabajo como docente universitario cuando cursaba el tercer año de la carrera profesional. Comenzó dando clases en la Escuela Nacional Preparatoria de San Ildefonso sobre Teoría Política y Derecho durante diez años.
A finales de la década de los sesenta, y marcado por los diversos movimientos sociales que acaecieron en México (como el movimiento estudiantil de 1968), Javier Garrido obtuvo una beca para cursar un posgrado en la Panthéon-Sorbonne, donde fue discípulo de Maurice Duverger, quien fue director de su tesis doctoral. Se graduó como doctor de Estado en Ciencia Política en el año de 1980 con una investigación acerca del Partido Revolucionario Institucional, que posteriormente fue reescrita en México y publicada por la Siglo XXI Editores con el título El Partido de la Revolución Institucionalizada, uno de los estudios más relevantes sobre el Estado mexicano y el Partido Revolucionario Institucional (PRI), y título de bibliografía básica tanto en centros de enseñanza superior como en las escuelas de cuadros del mismo PRI.
A su llegada a México, en 1981, comenzó a impartir cátedra en la Facultad de Derecho de la UNAM donde ha llevado cursos sobre Derecho Constitucional, Ciencia Política, Teoría Política, Sistemas Políticos Contemporáneos, Teoría Constitucional y Derecho Constitucional. 
A los pocos meses de su regreso de Europa obtuvo un puesto como investigador, adscrito a la Coordinación de Humanidades de la UNAM, donde logró una plaza definitiva. Empero, en el año de 1986, una reforma administrativa de la UNAM estipuló que la Coordinación de Humanidades no podía tener investigadores, así que los que laboraban en dichos puestos con plaza definitiva debieron escoger alguno de los Institutos de Investigación de la Universidad. Javier Garrido optó por el Instituto de Investigaciones Sociales, donde laboró desde entonces.
En 1983 recibió la invitación de la Dirección de Posgrado de la Facultad de Ciencias Políticas y Sociales de la UNAM para impartir un seminario sobre Partidos Políticos y Sistemas electorales, que dirigió desde entonces.
En 1984 es invitado por Héctor Aguilar Camín para escribir un artículo semanal en el recién creado periódico La Jornada. En 1989 solicita y obtiene la Beca Guggenheim, de la cual nace otra obra suya: La Ruptura, un ensayo político donde aborda la escisión de la Corriente Democrática del PRI en 1987 y la conformación del Frente Democrático Nacional, que postuló a Cuauhtémoc Cárdenas como candidato presidencial en 1988. Este libro está dedicado a Rosalina Barranco Alcaraz, su compañera de vida.

A inicios de los noventa se convierte en profesor invitado de la Universidad de Texas en Austin, donde impartió cursos sobre Sistema Político Mexicano.
A finales de los noventa publica, junto a Heinz Dieterich y Noam Chomsky, los libros La Sociedad Global y Noam Chomsky habla de América Latina y México. 
Sus artículos de opinión se caracterizaron por la férrea defensa de los derechos y garantías constitucionales y los movimientos sociales. En sus colaboraciones periodísiticas se manifestó en contra de la elección presidencial fraudulenta de 1988 en México, el cobro de cuotas a los estudiantes de la UNAM en 1999 y a favor de levantamientos como el zapatista en Chiapas de 1994. También se manifestó en contra del desafuero de Andrés Manuel López Obrador en 2004 y en favor de la Resistencia Civil Pacífica convocada por éste tras el conflicto poselectoral mexicano en 2006 e igualmente colaboró con el Proyecto Alternativo de Nación que presenta este político rumbo a las elecciones presidenciales de 2012.
Polemizó en las páginas del diario en el que escribía con personajes como Enrique Krauze, Fernando Belaunzarán, Carlos Vega Memije y Sergio Zermeño.
Fue profesor de políticos como Jesús Silva Herzog Márquez, María Elena Álvarez Bernal y el actual director del Instituto de Investigaciones Jurídicas de la UNAM, Héctor Fix-Fierro. 
Fue miembro del Sistema Nacional de Investigadores (ostentando el Nivel III) y sus líneas de investigación tocaban los siguientes temas: la crisis de los sistemas políticos contemporáneos, el sistema político mexicano, el Partido Revolucionario Institucional y la transición mexicana de fines del siglo XX y principios del siglo XXI.

## Obras
1. El Partido de la revolución Institucionalizada. Siglo XXI Editores, 1982.
2. La Ruptura. Editorial Grijalbo. 1990
3. “The Crisis of Presidencialismo”. En Mexico’s Alternative Political Futures, compilado por Wayne A. Cornelius, Judith Gentleman y Peter H. Smith. San Diego: Universidad de California, San Diego, 1988.
4.“El movimiento estudiantil en 1999-2000 en la Universidad Nacional Autónoma de México”. En Universidad Nacional Autónoma de México: presente ¿y futuro?, compilado por Carlos Fazio y Enrique Rachjenberg. México: Plaza y Janés, 2000.
5.“El proyecto neoliberal contra la Constitución Mexicana”. En El Derecho en los regímenes democráticos incipientes, compilado por Fernando Serrano Migallón y Luis Molina P. México: Editorial Porrúa/Universidad Nacional Autónoma de México-Facultad de Derecho, 2005.
6. "El fraude electoral de 2006". En Democracia Inconclusa: diagnóstico de un fraude, compliado por Guillermo Zamora. México, Jorale editores, 2007.